# Crambidae
Crambidae (græsmøl) er en familie af sommerfugle (Lepidoptera) i overfamilien Pyraloidea (halvmøl). De er varierende i udseende, hvor medlemmer af underfamilien Crambinae (egentlige græsmøl) indtager tæt foldede stillinger på græsstængler, hvor de er svære at få øje på, mens andre underfamilier omfatter farvestrålende og mønstrede insekter, der hviler med spredte vinger.
I mange klassifikationer er Crambidae blevet behandlet som en underfamilie af Pyralidae, men betragtes nu som en familie for sig. Den væsentligste forskel er en struktur i høreorganet kaldet praecinctorium, som forbinder to trommehinder i Crambidae og er fraværende i Pyralidae. Nu betragtes Crambidae som en familie for sig. Familien omfatter i øjeblikket 15 underfamilier med i alt 10.347 arter fordelt på over 1.000 slægter. Omtrent 126 arter er registreret i Danmark.

## Underfamilier og slægter i Danmark
Underfamilier og slægter i Danmark med enkelte arter er angivet: 
Familie: Crambidae (126 arter)
- Underfamilie: Pyraustinae (32 arter)

- Slægt: Uresiphita (Hübner, 1825)
- Slægt: Loxostege (Hübner, 1825)

- Art: Loxostege sticticalis (Gulstribet halvmøl)

- Slægt: Ecpyrrhorrhoe (Hübner, 1825)
- Slægt: Paratalanta (Meyrick, 1890)

- Art: Paratalanta hyalinalis (Silkegult skovenghalvmøl)

- Slægt: Pyrausta (Schrank, 1802)

- Art: Pyrausta purpuralis (Purpurhalvmøl)

- Slægt: Nascia (Curtis, 1835)

- Art: Nascia cilialis (Starhalvmøl)

- Slægt: Sitochroa (Hübner, 1825)

- Art: Sitochroa palealis (Denis & Schiffermüller, 1775) (Gulerodshalvmøl)
- Art: Sitochroa verticalis (Brakhalvmøl)

- Slægt: Sclerocona (Meyrick, 1890)
- Slægt: Ostrinia (Hübner, 1825)

- Art: Ostrinia nubilalis (Majshalvmøl)
- Art: Ostrinia palustralis (Vandskræppehalvmøl)

- Slægt: Psammotis (Hübner, 1825)

- Art: Psammotis pulveralis (Pudret halvmøl)

- Slægt: Anania (Hübner, 1823)

- Art: Anania coronata (Hyldehalvmøl)
- Art: Anania fuscalis (Kohvedehalvmøl)
- Art: Anania hortulata (Nældehalvmøl)
- Art: Anania lancealis (Hjortetrøsthalvmøl)
- Art: Anania perlucidalis (Kåltidselhalvmøl)
- Art: Anania stachydalis (Galtetandhalvmøl)
- Art: Anania terrealis (Gyldenrishalvmøl)
- Art: Anania verbascalis

- Underfamilie: Spilomelinae (20 arter)

- Slægt: Udea (Guenée, 1845)

- Art: Udea accolalis
- Art: Udea ferrugalis
- Art: Udea fulvalis
- Art: Udea lutealis (Enghalvmøl
- Art: Udea olivalis
- Art: Udea prunalis (Slåenhalvmøl)

- Slægt: Agrotera (Schrank, 1802)
- Slægt: Patania (Moore, 1888)

- Art: Patania ruralis (Scopoli, 1763) (Perlemorshalvmøl)

- Slægt: Spoladea (Guenée, 1854)
- Slægt: Dolicharthria (Stephens, 1834)
- Slægt: Duponchelia (Zeller, 1847)
- Slægt: Diasemia (Hübner, 1825)
- Slægt: Diasemiopsis (Munroe, 1957)
- Slægt: Mecyna (Doubleday, 1849)

- Art: Mecyna flavalis (Gult enghalvmøl)

- Slægt: Diplopseustis (Meyrick, 1884)
- Slægt: Maruca (Walker, 1859)
- Slægt: Nomophila (Hübner, 1825)

- Art: Nomophila noctuella (Denis & Schiffermüller, 1775) (Vandrehalvmøl)

- Slægt: Antigastra (Lederer, 1863)
- Slægt: Palpita (Hübner, 1808)

- Art: Palpita vitrealis (Hvidt halvmøl)

- Slægt: Cydalima (Lederer, 1863)

- Art: Cydalima perspectalis (Buksbomhalvmøl)

- Slægt: Diaphania (Hübner, 1818)

- Art: Diaphania indica (Agurkemøl)

- Slægt: Sameodes (Snellen, 1880)
- Slægt: Leucinodes (Guenée, 1854)

- Underfamilie: Odontiinae (2 arter)

- Slægt: Eurrhypis (Hübner, 1825)

- Art: Eurrhypis pollinalis (Vissehalvmøl)

- Slægt: Cynaeda (Hübner, 1825)

- Art: Cynaeda dentalis (Denis & Schiffermüller, 1775) (Slangehovedhalvmøl)

- Underfamilie: Glaphyriinae (7 arter)

- Slægt: Evergestis (Hübner, 1825)

- Art: Evergestis extimalis
- Art: Evergestis forficalis (Kålhalvmøl)
- Art: Evergestis frumentalis (Sennepshalvmøl)
- Art: Evergestis limbata (Løgkarsehalvmøl)
- Art: Evergestis pallidata (Vinterkarsehalvmøl)

- Slægt: Hellula (Guenée, 1854)

- Underfamilie: Scopariinae (14 arter)

- Slægt: Scoparia (Haworth, 1811)

- Art: Scoparia ambigualis

- Slægt: Eudonia (Billberg, 1820)

- Underfamilie: Heliothelinae (1 art)

- Slægt: Heliothela (Guenée, 1854)

- Art: Heliothela wulfeniana (Scopoli, 1763) (Stedmoderhalvmøl)

- Underfamilie: Crambinae (42 arter)

- Slægt: Chilo (Zincken, 1817)

- Art: Chilo phragmitella (Hübner, 1810) (Tagrørhalvmøl)
- Art: Chilo luteellus ((Motchulsky, 1866)

- Slægt: Pseudobissetia (Bleszynski, 1959)
- Slægt: Eodiatraea (Box, 1953)
- Slægt: Calamotropha (Zeller, 1863)

- Art: Calamotropha paludella (Dunhammerhalvmøl)

- Slægt: Euchromius (Guenée, 1845)

- Art: Euchromius ocellea (Haworth, 1811)

- Slægt: Platytes (Guenée, 1845)
- Slægt: Catoptria (Hübner, 1825)

- Art: Catoptria permutatellus (Broget græsmøl)

- Slægt: Thisanotia (Hübner, 1825)
- Slægt: Pediasia (Hübner, 1825)
- Slægt: Agriphila (Hübner, 1825)

- Art: Agriphila tristella (Okkergult græsmøl)

- Slægt: Chrysoteuchia (Hübner, 1825)

- Art: Chrysoteuchia culmella (Have-græsmøl)

- Slægt: Crambus (Fabricius, 1798)

- Underfamilie: Schoenobiinae (3 arter)

- Slægt: Schoenobius (Duponchel, 1839)

- Art: Schoenobius gigantella (Stort sødgræshalvmøl)

- Slægt: Donacaula (Meyrick, 1890)

- Art: Donacaula forficella (Lille sødgræshalvmøl)
- Art: Donacaula mucronella (Lyskantet sødgræshalvmøl)

- Underfamilie: Acentropinae (5 arter)

- Slægt: Elophila (Hübner, 1822)

- Art: Elophila nymphaeata (Åkandehalvmøl)

- Slægt: Acentria (Stephens, 1829)

- Art: Acentria ephemerella (Vandmøl)

- Slægt: Cataclysta (Hübner, 1825)

- Art: Cataclysta lemnata (Andemadhalvmøl)

- Slægt: Parapoynx (Hübner, 1825)

- Art: Parapoynx diminutalis
- Art: Parapoynx stratiotata

- Slægt: Nymphula (Schrank, 1802)

- Art: Nymphula nitidulata (Lille porcelænsmøl)